# Трнбуси
Трнбуси (хорв. Trnbusi) — населений пункт у Хорватії, в Сплітсько-Далматинській жупанії у складі міста Омиш.

## Населення
Населення за даними перепису 2011 року становило 162 осіб.
Динаміка чисельності населення поселення:

## Клімат
Середня річна температура становить 12,83 °C, середня максимальна – 25,84 °C, а середня мінімальна – 0,25 °C. Середня річна кількість опадів – 887 мм.
| Клімат поселення                              | Клімат поселення | Клімат поселення | Клімат поселення | Клімат поселення | Клімат поселення | Клімат поселення | Клімат поселення | Клімат поселення | Клімат поселення | Клімат поселення | Клімат поселення | Клімат поселення | Клімат поселення |
| Показник                                      | Січ.             | Лют.             | Бер.             | Квіт.            | Трав.            | Черв.            | Лип.             | Серп.            | Вер.             | Жовт.            | Лист.            | Груд.            |                  |
| Середній максимум, °C                         | 8,88             | 8,85             | 11,86            | 15,30            | 20,12            | 24,00            | 25,77            | 25,84            | 21,14            | 16,70            | 11,68            | 9,22             |                  |
| Середня температура, °C                       | 4,58             | 4,55             | 7,56             | 10,99            | 15,81            | 19,68            | 22,50            | 22,56            | 17,88            | 13,43            | 8,42             | 5,96             |                  |
| Середній мінімум, °C                          | 0,28             | 0,25             | 3,25             | 6,69             | 11,53            | 15,39            | 19,23            | 19,30            | 14,61            | 10,16            | 5,16             | 2,70             |                  |
| Норма опадів, мм                              | 76               | 66               | 71               | 75               | 60               | 57               | 39               | 53               | 76               | 100              | 116              | 98               |                  |
| Середньомісячна швидкість вітру, м/с          | 3.28             | 3.61             | 3.60             | 3.32             | 2.94             | 2.63             | 2.63             | 2.52             | 2.88             | 3.04             | 3.68             | 3.74             |                  |
| Середньомісячна сонячна радіація, кДж/м²·день | 5588             | 8274             | 11928            | 16241            | 20043            | 22737            | 24340            | 21457            | 16054            | 10482            | 6005             | 4720             |                  |
| --------------------------------------------- | ---------------- | ---------------- | ---------------- | ---------------- | ---------------- | ---------------- | ---------------- | ---------------- | ---------------- | ---------------- | ---------------- | ---------------- | ---------------- |
| Джерело:                                      |                  |                  |                  |                  |                  |                  |                  |                  |                  |                  |                  |                  |                  |